# 未来闪影
《未来闪影》（英語：FlashForward）是一部美国电视剧，由布兰农·布拉加和大衛·S·高耶搬上电视屏幕，并于2009年9月24日至2010年5月27日期間在ABC上播放第一季。本剧改编自加拿大科幻小说作家罗伯特·J·索耶的1999年小说《Flashforward》。
2010年5月，ABC宣布不再预订《未来闪影》的第二季。

## 背景
神秘事件导致地球上几乎每一个人同时丧失意识，或者说昏迷2分钟17秒，在这2分钟17秒中，人们看到了他们生活在未来，2010年4月29日晚上8点的影像-也就是全球性的“未来闪影”，同时由Stanford Wedeck率领，Mark Benford，以及他的伙伴Demetri Noh为主要角色的一队联邦调查局特工开始调查在在这一昏迷事件中究竟发生了什么，为什么会发生，以及未来是否会再次发生。Benford则在调查中首先提出了他自己独特的預見影像：在他的預見影像中，他看见自己正在观察六个月以来的调查成果，这成为了他和他的团队重建整个调查的线索。
在他们的调查中，他们发现了一连串与預見未来影像相关的事件，包括“零号嫌疑犯”（Simon Campos），在此次事件中仍然保持清醒，邪恶的 "D. Gibbons" （Dyson Frost），以及1991年发生在索马里的类似昏迷事件。同时，私人关系也在主角的生活中占据了很大篇幅。Mark Benford看见了已经戒酒的他又开始酗酒，他的妻子，Olivia发现自己在和另一个男人（Lloyd Simcoe）同床，Demetri发现自己没有預見影像，意味着他可能无法活到預見影像发生的那一天。其他的角色也都在奋力和他们預見影像中发生的始料不及的关系做抗争。

## 演員和角色

### 主要演員
- 約瑟夫·費因斯 飾演 联邦调查局特工Mark Benford（香港配音：楊耀泰）

Mark的預見影像指引了10月6日后对事件的整个调查。作为Olivia的丈夫和Charlie的父亲，他在故事发生前已经戒掉酗酒。但是在他的預見影像中，他看见自己正在板上做些什么，这时有武装并戴着面具的人闯入了他的办公室。并且他当时在喝酒，之后他一直试图对Olivia隐瞒这一点。
- 約翰·趙 飾演 联邦调查局特工Demetri Noh（香港配音：陳健豪）

Mark在联邦调查局的工作伙伴。他没有預見影像，因此他很害怕自己会活不到4月29日，尤其是在接到一个电话，告诉他自己会被谋杀之后。在昏迷发生之前他已经和律师Zoey订婚，她一直坚信她的預見影像是关于他和她在沙滩上的婚礼，但后来她明白过来这很可能是他的葬礼。即便如此，3月15日Mark还是在千钧一发之际救了他。
- 傑克·達文波特 飾演 Llyod Simcoe博士（香港配音：何偉誠）

斯坦福大学的学者。已经和他分居的妻子在昏迷中遭遇车祸而去世，他的儿子Dylan患有自闭症，Dylan在預見影像中也看到了Olivia，Charlie也看到了Dylan。他的研究伙伴是Simon Campus，Llyod相信他们应当为昏迷事件负责，但是根据中间人，Simon的叔叔Teddy所说，他们的直线粒子对撞机只是增强了导致預見影像的碰撞效应，使得这一碰撞的能量达到了影响全球的水平。
- 扎克瑞·奈頓 飾演 Bryce Varley医生（香港配音：李家傑）

Olivia的实习医生，由于被查出发展到第四阶段的肾细胞癌，在昏迷发生之前他险些自杀。在預見影像中他看到了自己和一个手臂上有“信”字样的女孩在一起，因此在昏迷之后他重新产生了生的希望。此外，他十分擅长绘画。在Course Correction，也就是第十九集中，他得知自己的癌症已处于康复阶段。
- 多米尼克·莫纳汉 飾演 Simon Campos博士（香港配音：羅偉民）

量子物理学家,在斯坦福大学是Llyod Simcoe的研究伙伴，但他并不相信自己应当为昏迷负责。对别人提到他的預見影像时他总是说看见自己在和一个人搏斗并最后杀了这个人，但这其实是一个谎言。在Revelation Zero (Part 2)中观众发现他其实就是零号嫌疑犯，因为Teddy叔叔给了他一个指环（名为"Q.E.D", 即“量子缠绕装置”）使得他在昏迷发生时仍然保持清醒。而Teddy其实是交易的中间人，并和希望控制昏迷发生的人绑架了Simon的妹妹。
- 布萊恩·F·奧博恩（英语：Brían F. O'Byrne） 飾演 Aaron Stark（香港配音：李家輝）

正在戒酒的酗酒者，Mark在戒酒无名会的保证人以及他的密友。他原本以为女儿Tracy在阿富汗执行任务的时候被杀，但在他自己的預見影像中，他看见自己和女儿在一起。后来在The Gift中，他发现自己的女儿出现在客厅。之后Tracy遭到Jericho这个在阿富汗执行外包保安任务的公司绑架并带回阿富汗拷打。Wedeck作为联邦调查局分局局长为Aaron提供了武器以及其他协助，让他得以前往阿富汗以找到Tracy。
- 寇特妮·B·萬斯（英语：Courtney B. Vance） 飾演 Stanford Wedeck（香港配音：陳德）

联邦调查局洛杉矶分局局长。他领导Mark的团队以及对整个昏迷事件的调查。他在华盛顿的人脉十分丰富，并在调查中多次起到关键作用。在他的預見影像中，他正在卫生间中读一张报纸。
- 鬆雅·瓦格（英语：Sonya Walger） 飾演 Olivia Benford医生（香港配音：鄧潔麗）

Mark的妻子，职业生涯十分成功的外科医生。她是Bryce的上司。在她的預見影像中，她正在家中和Llyod博士发生暧昧关系，虽然她之前从未遇到过他。但是他们最后还是在她治疗Dylan的时候相遇了。
- 克莉斯汀·伍茲（英语：Christine Woods） 飾演 联邦调查局特工Janis Hawk（香港配音：王慧珠）

在联邦调查局洛杉矶分局作为Mark团队的医院。在她的預見影像中她怀孕了并正在做超声波检查，这对她来说实在是太难以置信了，因为她仍然单身而且是一个女同性恋者。后来她负责监管和照看Simon。在Queen Sacrifice一集中，她间谍的身份被揭开。但是在Goodbye Yellow Brick Road一集中，她实际是在特工Vogel的要求下卧底在联邦调查局作为中央情报局的双重间谍

### 常設演員
- Ryan Wynott（英语：Ryan Wynott） 飾演 Dylan Simcoe
- Lennon Wynn 飾演 Charlie Benford
- 貝瑞·夏巴卡·亨利（英语：Barry Shabaka Henley） 飾演 Shelly Vreede
- 吉妮薇芙·克泰西（英语：Genevieve Cortese） 飾演 Tracy Stark
- 麥克·艾里 飾演 Marshall Vogel
- 蓋柏莉·尤恩 飾演 Zoey Andata
- 麥可·麥斯 飾演 Dyson Frost/D. Gibbons
- 李·湯普森·楊（英语：Lee Thompson Young） 飾演 Al Gough
- Amy Rosoff 飾演 Marcie Turoff
- 尼爾·傑克遜 飾演 Lucas Hellinger
- 瑞秋·羅伯茲（英语：Rachel Roberts (model)） 飾演 Alda Hertzog
- 竹內結子 飾演 Keiko Arahida
- 詹姆士·卡里 飾演 Gabriel McDow
- 索瑞·安達斯魯 飾演 Nhadra Udaya
- 吉爾·貝羅斯 飾演 Timothy
- 馬克·法姆吉列蒂 飾演 Mike Willingham
- 安娜貝絲·吉什（英语：Annabeth Gish） 飾演 Lita
- 瑞奇·傑（英语：Ricky Jay） 飾演 Flosso
- 阿莉克絲·金斯頓 飾演 Fiona Banks

## 剧集列表
| 季数 | 集数 | 首播日期      | 首播日期      | 首播日期  | 收视率排名 | 收看人数 （以百万计） |
| 季数 | 集数 | 首播          | 结束          | 年度      | 收视率排名 | 收看人数 （以百万计） |
| ---- | ---- | ------------- | ------------- | --------- | ---------- | --------------------- |
| 1    | 22   | 2009年9月24日 | 2010年5月27日 | 2009–2010 | 44         | 8.5                   |

## 制作
第一集，也就是试播集是由David S. Goyer（另外他也导演了本集）和Brannon Braga所撰写的。剧本由罗伯特·J·索耶同名小说改编，Goyer和Braga作为执行制片人，另外还有Jessica Boesiczky Goyer, Vince Gerardis以及Ralph Vicinanza.
未来闪影原本计划在HBO播出，但后来它认为广播网络会更适合这部电视剧，因此卖掉了播出权。2009年5月ABC安排了试映之后预定了十三集。2009年10月12日，ABC将第一季的集数增加到22集。当日晚些时候又宣布会追加三集的订阅，增加到25集，继而又调整到了24集，而实际播出仍然是22集。
未来闪影每一集开头显示FlashForward标志的时候都会在字母间包括一张隐蔽的图片，大约表示出这一集的主要内容。在DVD/下载版上，可以通过暂停来看清这些图片。
2009年10月21日，执行制片人Marc Guggenheim宣布将会离开未来闪影剧组。联合制作人和另一位执行制片人David S. Goyer则代替他成为本片的负责人。2010年2月5日Goyer宣布将不再担任负责人以便将精力花在重点的电影导演上。不过他仍然会参与这部电视剧。Goyer的位置由他的妻子Jessika Goyer替代，此外还有Lisa Zewrling以及Timothy J. Lea.
2010年5月13日有报道称未来闪影未能获得下一季的预订。ABC第二天确认了这个消息。David S. Soyer在接受在时代周刊的采访中他说自己从未预料到这一结局
传言称Starz电视台会考虑购买未来闪影的版权并有可能更新第二季。

### 碟片发行
第一季的第一部分在2010年2月23日发行为DVD. 其中包括前10集以及花絮内容。完整的第一季在2010年8月31日以DVD和蓝光发行。

## 评价
尽管未来闪影的第一集在美国取得了收视人数1247万的好成绩，第一季结束时的收视率仍然迅速降到了三分之一的水平。未来闪影在美国的播放时间由于太晚而受到一些人的诟病。但在其他国家，例如英国，即便是黄金时间播放，收视率仍然大大下降。